# Katja mira
Katja mira är en fjärilsart som beskrevs av Hans Georg Amsel 1951. Katja mira ingår som enda art i släktet Katja och familjen mott. Inga underarter finns listade i Catalogue of Life.